# Liolaemus basadrei
Liolaemus basadrei — вид ігуаноподібних ящірок родини Liolaemidae. Ендемік Перу. Описаний у 2021 році. Вид названий на честь перуанського історика Хорхе Басадре.

## Поширення і екологія
Liolaemus basadrei відомі з типової місцевості, розташованої в долині Локумби, в провінції Хорхе-Басадре в регіоні Такна, на висоті 897 м над рівнем моря.